# Ward Churchill
Ward LeRoy Churchill (Urbana, 1947) es un escritor y activista político estadounidense.

## Carrera
Churchill fue profesor de estudios étnicos en la Universidad de Colorado en Boulder desde 1990 hasta 2007. El enfoque principal de su trabajo es el tratamiento histórico de los disidentes políticos y los indígenas americanos por parte del gobierno de los Estados Unidos. Su obra presenta puntos de vista controvertidos y provocativos, escritos en un estilo directo y a menudo polémico.
El ensayo de 2001 de Churchill titulado "Acerca de la justicia de los pollos de engorde" llamó la atención. En la obra, argumentó que los ataques del 11 de septiembre fueron una consecuencia natural e inevitable de la política exterior ilegal de los Estados Unidos durante la segunda mitad del siglo XX; el ensayo es conocido por el uso que Churchill hace de la frase "pequeños Eichmanns" para describir el "cuerpo tecnocrático" que trabaja en el World Trade Center.
En marzo de 2005, la Universidad de Colorado inició una investigación sobre las declaraciones del escritor y el 24 de julio de 2007 decidió despedirlo, lo que llevó a algunos académicos a afirmar que fue despedido debido al mencionado comentario de los "pequeños Eichmanns". Churchill presentó una demanda contra la universidad por despido ilegal. En abril de 2009, un jurado de Denver determinó que Churchill fue despedido injustamente. En julio de 2009, un juez de la Corte Distrital anuló la adjudicación monetaria y rechazó la solicitud de Churchill de ordenar su reincorporación, decidiendo que la universidad tiene "inmunidad cuasi-judicial". En febrero de 2010, Churchill apeló la decisión del juez. En noviembre del mismo año, el Tribunal de Apelaciones de Colorado confirmó la decisión del tribunal inferior. El 10 de septiembre de 2012, la Corte Suprema de Colorado confirmó las decisiones de los tribunales inferiores a favor de la Universidad de Colorado. El 1 de abril de 2013, la Corte Suprema de los Estados Unidos se negó a escuchar el caso.

## Obra

### Como editor
- Marxism and Native Americans. Boulder: Editorial South End. 1984. ISBN 978-0-89608-178-9.
- Sharon Venne, ed. (1997). Islands in Captivity: The International Tribunal on the Rights of Indigenous Hawaiians. Boulder: Editorial South End. ISBN 978-0-89608-568-8. Publicado nuevamente como Churchill, Ward (2005).  Sharon Venne, ed. Islands in Captivity: The Record of the International Tribunal on the Rights of Indigenous Hawaiians. Boulder: Editorial South End. ISBN 978-0-89608-738-5.
- Natsu Saito, ed. (2006). Confronting The Crime of Silence: Evidence of U.S. War Crimes in Indochina. Editorial AK. ISBN 978-1-904859-21-5.

### Como autor y coautor
- con Elisabeth Lloyd (1984). Culture versus Economism: Essays on Marxism in the Multicultural Arena. Editorial Indigena.
- con Jim Vander Wall (1988). Agents of Repression: The FBI's Secret Wars Against the Black Panther Party and the American Indian Movement. Boulder: Editorial South End. ISBN 978-0-89608-294-6.
- con Jim Vander Wall (1990). The COINTELPRO Papers: Documents from the FBI's Secret War Against Domestic Dissent. Boulder: Editorial South End. ISBN 978-0-89608-359-2.
- Fantasies of the Master Race: Literature, Cinema, and the Colonization of American Indians. Editorial Common Courage. 1992. ISBN 978-0-87286-348-4.
- Churchill, Ward (1992).  Jennie and Jim Vander Wall, ed. Cages of Steel: The Politics of Imprisonment in America. Editorial Maisonneuve. ISBN 978-0-944624-17-3. Publicado nuevamente como Churchill, Ward (2004).  Jim Vander Wall, ed. Politics of Imprisonment in the United States. Editorial AK. ISBN 978-1-904859-12-3.
- Struggle for the Land: Indigenous Resistance to Genocide, Ecocide and Expropriation in Contemporary North America. Editorial Common Courage. 1993. ISBN 978-1-56751-001-0. Edición revisada: Struggle for the Land: Native North American Resistance to Genocide, Ecocide and Colonization. San Francisco: City Lights Books. 2002. ISBN 978-0-87286-415-3.
- Indians Are Us?: Culture and Genocide in Native North America. Editorial Common Courage. 1994. ISBN 978-1-56751-021-8.
- Since Predator Came: Notes from the Struggle for American Indian Liberation. Editorial Aigis. 1995. ISBN 978-1-883930-03-5.
- Churchill, Ward (1996). From a Native Son: Selected Essays on Indigenism 1985–1995. Boulder: Editorial South End. ISBN 978-0-89608-553-4.

- con Mike Ryan (1998). Pacifism as Pathology: Reflections on the Role of Armed Struggle in North America. Arbeiter Ring. ISBN 978-1-894037-07-5.
- A Little Matter of Genocide. San Francisco: City Lights Books. 1998. ISBN 978-0-87286-343-9.
- Draconian Measures: The History of FBI Political Repression. Editorial Common Courage. 2000. ISBN 978-1-56751-059-1.
- Acts Of Rebellion: The Ward Churchill Reader. Editorial Routledge. 2002. ISBN 978-0-415-93156-4.
- Perversions of Justice: Indigenous Peoples and Angloamerican Law. San Francisco: City Lights Books. 2002. ISBN 978-0-87286-416-0.
- On the Justice of Roosting Chickens: Reflections on the Consequences of U.S. Imperial Arrogance and Criminality. Editorial AK. 2003. ISBN 978-1-902593-79-1.
- Kill the Indian, Save the Man: The Genocidal Impact of American Indian Residential Schools. San Francisco: City Lights Books. 2004. ISBN 978-0-87286-434-4.
- Speaking Truth in the Teeth of Power: Lectures on Globalization, Colonialism, and Native North America. Editorial AK. 2004. ISBN 978-1-904859-04-8.
- To Disrupt, Discredit And Destroy: The FBI's Secret War Against The Black Panther Party. Editorial Routledge. 2005. ISBN 978-0-415-92957-8.
- Wielding Words like Weapons: Selected Essays in Indigenism, 1995–2005. Editorial PM. 2017. ISBN 978-1-629-63101-1.